# 乌西塔
乌西塔（義大利語：Ussita），是意大利马切拉塔省的一个市镇。总面积55平方公里，人口445人，人口密度8.1人/平方公里（2009年）。ISTAT代码为043056。